# Grafschaft Sayn-Altenkirchen

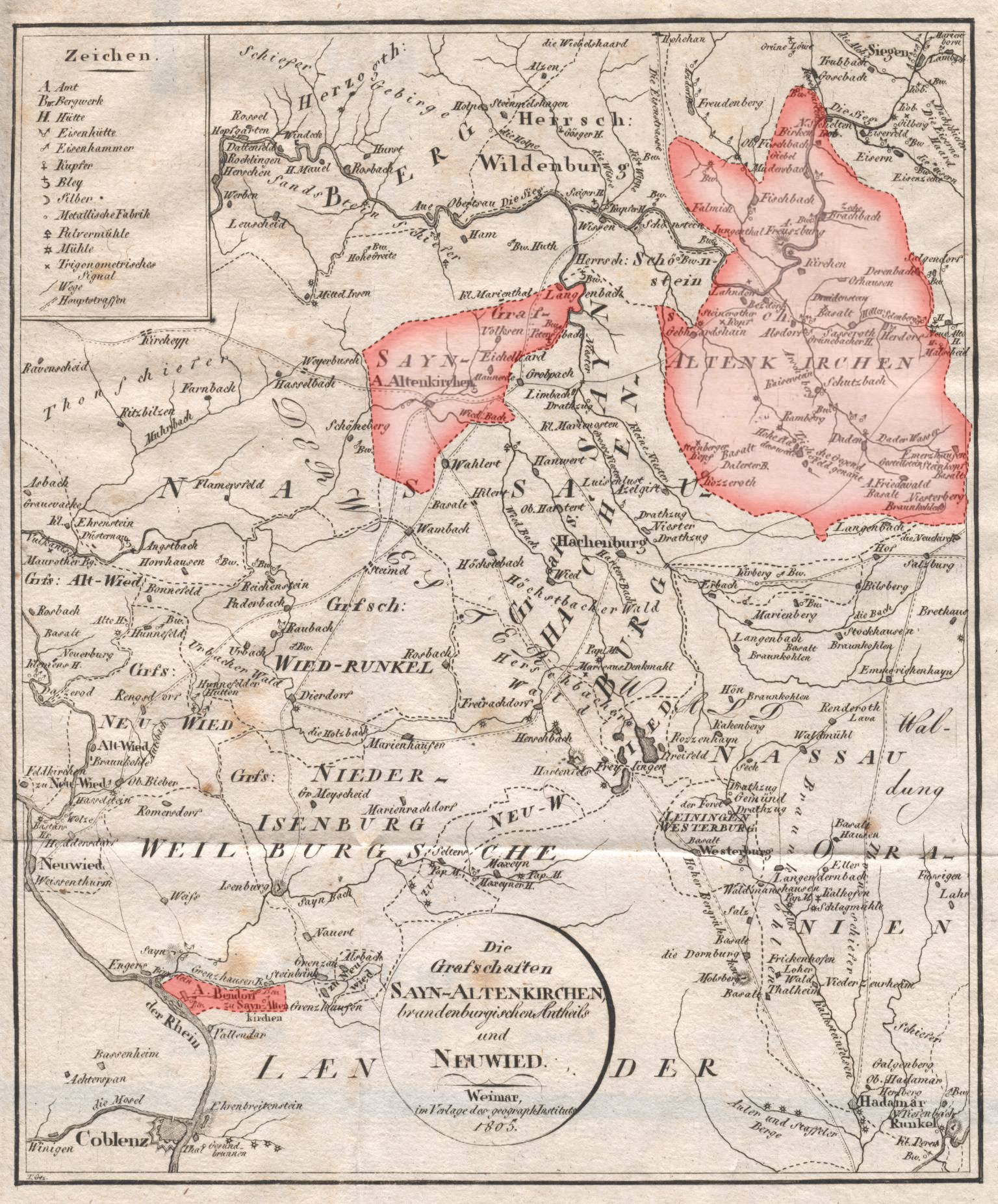
Sayn-Altenkirchen, 1805

Die Grafschaft Sayn-Altenkirchen war ein reichsunmittelbares Territorium des Heiligen Römischen Reiches Deutscher Nation im Gebiet des Westerwaldes im heutigen Rheinland-Pfalz. Die Grafschaft entstand 1652 durch Erbteilung aus der Grafschaft Sayn.

## Geschichte
Altenkirchen im Westerwald gehörte schon seit dem 12. Jahrhundert zur Grafschaft Sayn und entwickelte sich, begünstigt durch die saynische Städtepolitik im 14. Jahrhundert, zu einem der städtischen Mittelpunkte der Grafschaft. 1561 kam es zur Einführung der Wittenberger Reformation durch die Grafen von Sayn. Graf Heinrich IV. ließ 1586 das Schloss Altenkirchen errichten, das 1862 abgerissen wurde. Mit ihm starben 1606 die Grafen von Sayn-Sayn im Mannesstamm aus. Danach kam Altenkirchen an die Grafen von Sayn-Wittgenstein. Nach dem Tode des letzten Grafen von Sayn-Wittgenstein-Sayn 1636 erbten dessen beiden Schwestern die Grafschaft und teilten sie 1652 schließlich in Sayn-Hachenburg und Sayn-Altenkirchen. Die älteste Tochter Ernestine erhielt den Bereich um Hachenburg und die von Hachenburg räumlich getrennten Kirchspiele Flammersfeld, Birnbach, Schöneberg und Hamm, während der jüngeren Tochter Johanetta der Bereich um Altenkirchen und Almersbach sowie die räumlich getrennten Kirchspiele Mehren, Niederfischbach, Kirchen, Daaden und Gebhardshain zufielen.
Johanetta von Sayn-Wittgenstein war in zweiter Ehe seit 1661 mit Herzog Johann Georg I. von Sachsen-Eisenach verheiratet. Bei diesem Geschlecht blieb die Grafschaft bis 1741. Ihre Erben waren die Markgrafen von Brandenburg-Ansbach, deren Territorien 1791 Preußen angegliedert wurden. Infolge des Reichsdeputationshauptschlusses im Februar 1803 wurde die Grafschaft dem Fürstentum Nassau-Usingen zugesprochen, das 1806 zusammen mit Nassau-Weilburg zum Herzogtum Nassau erhoben wurde.
Mit dem Wiener Kongress fiel Sayn-Altenkirchen 1815 wieder an Preußen und ging als Kreis Altenkirchen im preußischen Regierungsbezirk Koblenz auf. 1946 wurde das Gebiet Teil des Landes Rheinland-Pfalz.